# Jani Vruho
Jani Petro Vruho (ur. 5 sierpnia 1863 we wsi Malëshovë, zm. 15 września 1931 w Fajumie) – albański publicysta, satyryk i działacz narodowy.

## Życiorys
Uczył się w szkole greckiej. W 1881 wyjechał z rodzinnej wsi i udał się do Bułgarii, a następnie do Egiptu, gdzie mieszkał przez większość swojego życia. Pierwsze teksty publikował w wydawanym w Sofii czasopiśmie Kalendari Kombiar. W Egipcie początkowo osiedlił się w Kairze, a następnie w Toubhar k. Fajum, gdzie zajmował się działalnością handlową. Sfinansował utworzenie trzech czasopism w języku albańskim, wydawanych w Egipcie - Rrufeja i Sëpata. W latach 1906-1909 wydawał satyryczne czasopismo Shkopi. Współpracował z innym albańskim działaczem narodowym Athanasem Tashko, razem pomagali Fanowi Noliemu, kiedy ten osiedlił się w Egipcie. W 1927 jako przedstawiciel albańskiej diaspory występował przeciwko niekorzystnym dla Albanii traktatom z Włochami, za co został w Albanii skazany zaocznie na karę śmierci. Zmarł w Fajum w roku 1931, a w 1962 jego doczesne szczątki spoczęły na cmentarzu w Beracie. 
Imię Vruho nosi dzielnica w Beracie i jedna ze szkół w tym mieście. Spuścizna Janiego Vruho wraz z jego korespondencją znajduje się w zbiorach Archiwum Państwowego w Tiranie.